# 레플리카 (비디오 게임)
《레플리카》(Replica)는 대한민국의 1인 개발자 소미(Somi)가 개발한 어드벤처 인디 게임이다.

## 게임 스토리
레플리카에서 플레이어는 국가안전부에 의해 갇혀있는 상태이고, 이에 대해 다른 사람의 휴대폰을 이용해서 그 다른 사람이 테러에 관련되어 있는지를 찾아야 한다. 게임 플레이 시간은 짧지만, 여러 가지 엔딩들이 있으며, 게임 속에 존재하는 앱들은 마치 현실 속의 앱들을 떠올릴 수 있을정도로 유사한 형태를 보여 주어 가상의 환경임에도 불구하고 현실의 정보 감시 문제와 동떨어져 있지 않음을 끊임없이 상기시킨다.

## 뒷 배경 및 기타
제작자인 소미는 처음 스토리 모티브를 '재능있는 리플리'에게서 받았으며, 부산의 개발자 회의에 다녀온 후 '사람들이 쉽게 하지 못하는 이야기'를 게임에 담고 싶다는 반향심이 들었다. 그후 줄거리를 바꿔서 레플리카를 냈으며, 대한민국에는 법치주의를 위장해 개인을 억압하고 통제하는 분위기가 조성되어 있다고 하면서 예로 보도연맹 학살사건을 들었으며, 게임이라는 장르의 힘을 빌러 사람들에게 쉽게 다가가고 많은 이야기를 들려 줄 수 있다고 생각했다고 한다. 레플리카는 중국에서 응원이 많았는데, 이는 게임에 담긴 메시지와 자국의 상황때문에 그랬을거 같다는 말을 하면서, 중국과 터키, 그리고 한국에서 매출이 높았다고 말했다. 또한 서구권에서는 게임 내용에 대해 만화스럽다고 말했는데, 그에 대해서 부럽다는 말도 하였다.
레플리카의 상황이나 대사는 현실을 기반으로 만들어졌고, 게임내 대사에서 국민보호와 공공안전을 위한 테러방지법 당시 뉴스 댓글을 그대로 사용하였다고 밝혔다.
2017년 박근혜 대통령 탄핵 소추로 itch.io에서 하루동안 기념으로 게임을 무료로 공개했다.

## 수상
레플리카는 여러 해외 인디게임 전시회와 더불어 부산 인디게임 커넥트에서 수상경력을 가지고 있다.
- 인디케이드 임펙트 상[4]
- 부산 인디커넥트 2016 최고의 서사 상[5]
- 일본 인디스트림 최고의 게임디자인, 그리고 최고의 내러티브 상[6]